# The Rambler (album)
The Rambler è il trentatreesimo album in studio del cantante country statunitense Johnny Cash, pubblicato nel 1977.
Si tratta di un concept album sul tema del "viaggio". Sono presenti dialoghi con ipotetici autostoppisti ed altri personaggi.

## Tracce
1. Hit the Road and Go – 2:35
2. If It Wasn't for the Wabash River – 2:09
3. Lady – 2:48
4. After the Ball – 2:48
5. No Earthly Good – 2:45
6. A Wednesday Car – 2:12
7. My Cowboy's Last Ride – 2:29
8. Calilou – 3:20